# Diocèse d'Oxford
Le diocèse d'Oxford est un diocèse anglican de la province de Cantorbéry, créé en 1541 à partir du diocèse de Lincoln. Il s'étend sur l'intégralité des comtés du Berkshire, du Buckinghamshire et de l'Oxfordshire, ainsi que sur de petites parties du Bedfordshire et du Middlesex. Son siège est la cathédrale Christ Church d'Oxford.